# Jaskinia Hakowa
Jaskinia Hakowa – jaskinia w Dolinie Kościeliskiej w Tatrach Zachodnich. Wejście do niej znajduje się w Wąwozie Kraków, w północnej ścianie Baszty, nad Rynkiem, na wysokości 1271 metrów n.p.m. Długość jaskini wynosi 4,5 metrów, a jej deniwelacja 1,5 metrów.

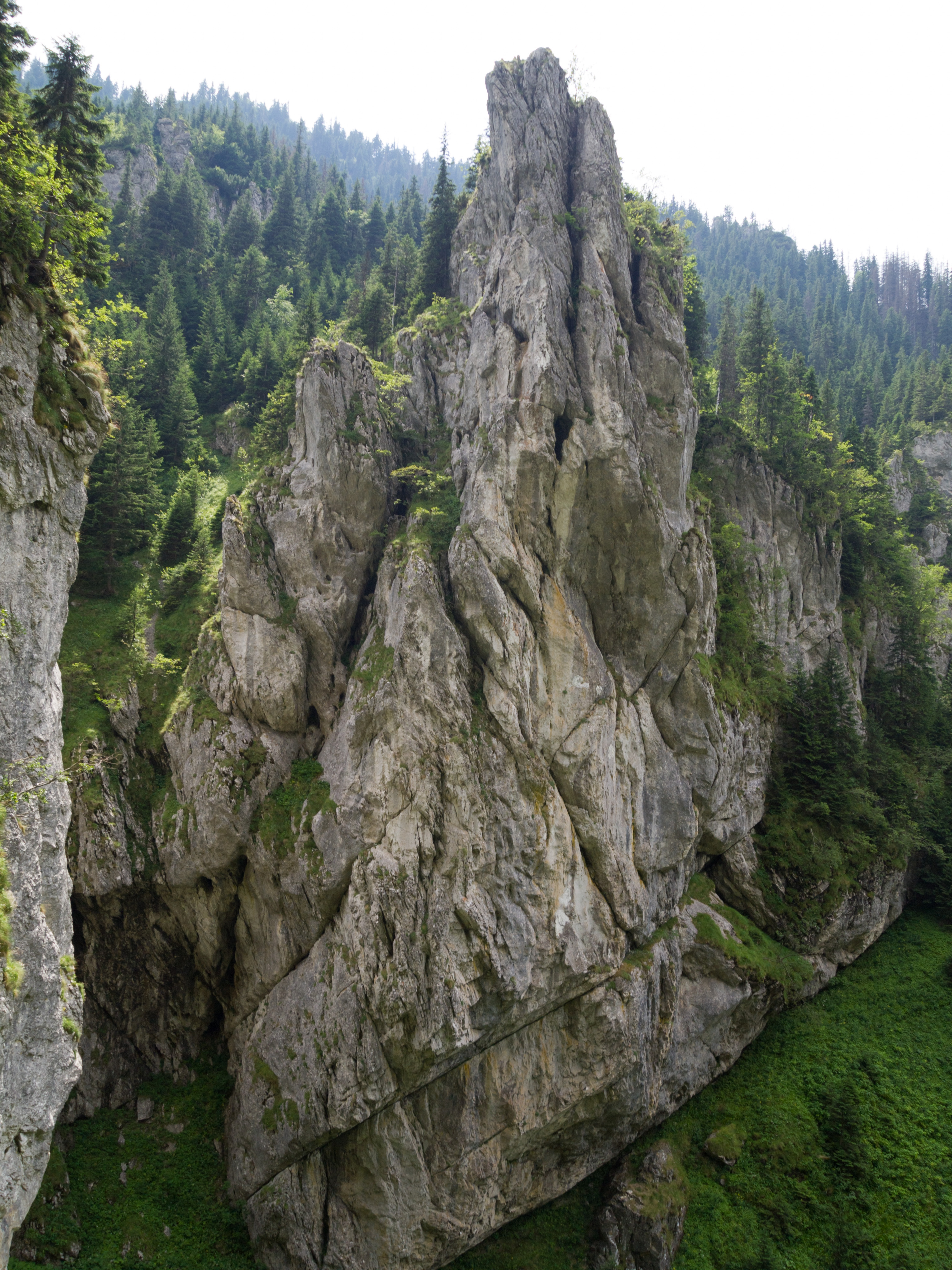
Północna ściana Baszty. W górnej części widać otwór Jaskini Hakowej

## Opis jaskini
Jaskinię stanowi idący do góry, 4-metrowy korytarz zaczynający się w dużym otworze (3 m wysokości i 1 metr szerokości) pod okapem w ścianie Baszty.

## Przyroda
W jaskini można spotkać nacieki grzybkowe. Ściany są suche, rosną na nich porosty. Jaskinia jest odwiedzana przez ptaki drapieżne (pustułki).

## Historia odkryć
Jaskinia była znana od dawna. Jej otwór jest widoczny z daleka. Jako pierwsi zbadali ją grotołazi z Zakopanego w 1954 roku. Pierwszy plan i opis jaskini sporządziła I. Luty przy pomocy M. Burkackiego w 1977 roku.